# Brian Maisonneuve
Brian Maisonneuve (Warren, 28 de junho de 1973) é um ex-futebolista norte-americano que atuava como meio-campista.

## Carreira
Durante toda a carreira, ele defendeu apenas um clube, o Columbus Crew.

## Seleção
Maisonneuve representou a Seleção Estadunidense de Futebol nas Olimpíadas de 1996, quando atuou em casa.
Maisonneuve jogou a Copa do Mundo FIFA de 1998, utilizando a camisa 19, e disputou os três jogos da equipe, eliminada na primeira fase.